# 実践・ビジネス英会話
実践・ビジネス英会話（じっせんびじねすえいかいわ）は、2003年4月9日から2005年3月30日までNHK教育で放送されたテレビ番組である。

## 概要
ビジネスで成功するための英会話を学ぶ語学番組である。
ある自動車機器メーカーの社員を主人公に、外国人の上司や同僚、取引先との適切な会話表現やビジネスマインドをスキットで描く。

## 放送時間
- 2003年4月 - 2003年9月
  - 木曜日 23:10 - 23:30
  - 火曜日 06:50 - 07:10
  - 火曜日 12:10 - 12:30
- 2004年4月 - 2005年3月
  - 水曜日 23:10 - 23:30
  - 火曜日 06:50 - 07:10
  - 火曜日 12:10 - 12:30

## 第1期
- 放送期間：2003年4月9日 - 2003年9月25日（2004年度後期に再放送）
- 出演者
  - 講師：船川淳志
  - アシスタント：下地美香

| 回 | タイトル                         | 放送日        |
| -- | -------------------------------- | ------------- |
| 1  | それは一本の電話から始まった     | 2003年4月9日  |
| 2  | 最初に好印象を与えよ!            | 2003年4月17日 |
| 3  | ブリーフィングで自社をアピール   | 2003年4月24日 |
| 4  | プロジェクトに参画を求められて   | 2003年5月1日  |
| 5  | プロジェクト始動!                | 2003年5月8日  |
| 6  | ブレーンストーミングに貢献せよ   | 2003年5月15日 |
| 7  | キーワードに疑問を抱いたら?      | 2003年5月22日 |
| 8  | 行動計画を作ろう                 | 2003年5月29日 |
| 9  | どうする?世界標準と日本仕様      | 2003年6月5日  |
| 10 | 価格交渉を成功に導け!            | 2003年6月12日 |
| 11 | 納期が遅れたら?                  | 2003年6月19日 |
| 12 | ビジネスディナーをのりきれ       | 2003年6月26日 |
| 13 | 現地法人赴任!最初が肝心          | 2003年7月3日  |
| 14 | 部下から意見を引き出せ!          | 2003年7月10日 |
| 15 | 人事考課面談 1 評価が違ったら?   | 2003年7月17日 |
| 16 | 人事考課面談 2 部下を育てるには? | 2003年7月24日 |
| 17 | ライブ討論 Part1                 | 2003年7月31日 |
| 18 | チーム発足!そのとき…             | 2003年8月7日  |
| 19 | 買収先を選定せよ!                | 2003年8月14日 |
| 20 | 電話会議でリードするには?        | 2003年8月21日 |
| 21 | どう扱う?守秘義務                | 2003年8月28日 |
| 22 | グローバルオフサイトセッション   | 2003年9月4日  |
| 23 | ファシリテーターを務めるには?    | 2003年9月11日 |
| 24 | 選ばれるパートナーへ             | 2003年9月18日 |
| 25 | ライブ討論 Part2                 | 2003年9月25日 |

## 第2期
- 放送期間：2004年4月7日 - 2004年9月22日
- 出演者
  - 講師：本間正人
  - アシスタント：杉山明子

| 回 | タイトル                           | 放送日        |
| -- | ---------------------------------- | ------------- |
| 1  | 前向きな姿勢を示す                 | 2004年4月7日  |
| 2  | 契約の決断を迫る                   | 2004年4月14日 |
| 3  | 具体的な数字を示す                 | 2004年4月21日 |
| 4  | ポジティブに受けとめる             | 2004年4月28日 |
| 5  | 新しい関係を作り出す               | 2004年5月5日  |
| 6  | 話題を展開する                     | 2004年5月12日 |
| 7  | 悪い情報をやわらかく伝える         | 2004年5月19日 |
| 8  | 感謝の気持ちを伝える               | 2004年5月26日 |
| 9  | 丁寧に日程の変更を依頼する         | 2004年6月2日  |
| 10 | 話を引き出す                       | 2004年6月9日  |
| 11 | 会話を弾ませる                     | 2004年6月16日 |
| 12 | 相手の希望を聞き出す               | 2004年6月23日 |
| 13 | ビジネス英語のボキャブラリー       | 2004年6月30日 |
| 14 | 結論を先に伝え、理由を説明する     | 2004年7月7日  |
| 15 | 提案を具申する                     | 2004年7月14日 |
| 16 | 懸念を伝え共有する                 | 2004年7月21日 |
| 17 | 自分に求められていることを確認する | 2004年7月28日 |
| 18 | 期待をかけながら要望する           | 2004年8月4日  |
| 19 | 指示を明確に伝える                 | 2004年8月11日 |
| 20 | 仕事の期限と数量を明確に示す       | 2004年8月18日 |
| 21 | 部下の状況認識を確認する           | 2004年8月25日 |
| 22 | 問題の原因をしぼりこむ             | 2004年9月1日  |
| 23 | 仮説を立てて検討する               | 2004年9月8日  |
| 24 | お客様の気持ちをくみとる           | 2004年9月15日 |
| 25 | お客様のニーズに対応する           | 2004年9月22日 |